# حضارة سيكان
حضارة السيكان هي الاسم الذي أطلقه عالم الآثار إيزومي شيمادا على الحضارة التي استوطنت ما يُعرف اليوم بالساحل الشمالي للبيرو بين عامي 750 و1375 ميلادي. وفقًا لشيمادا، فكلمة سيكان تعني «معبد القمر». تُشير حضارة سيكان أيضًا إلى حضارة لمبايكة، والتي سُميت تيمنًا بمنطقة في البيرو. سبقت تلك الحضارة حضارة موتشي. هناك جدلٌ لايزال قائمًا حتى اليوم بين علماء الآثار وعلماء الأنثروبولوجيا حول ما إذا كانت الحضارتان السابقتان منفصلتين عن بعضهما. قُسمت حضارة سيكان إلى 3 فترات كبرى بناءً على التغيرات الثقافية التي وُثقت في القطع الأثرية المكتشفة.

## الجغرافيا والموقع
أطلق عالم الآثار إيزومي شيمادا، وهو مؤسس مشروع سيكان الأثري، الاسم سيكان على حضارة ما قبل التاريخ التي اكتشفها في الشمال الغربي للبيرو. خَلَفت حضارةُ سيكان حضارةَ موتشي وسبقت إمبراطورية الإنكا، وهي الإمبراطورية التاريخية التي عاصرت المستشكفين الإسبان والفاتحين (الكونكيستدوريس) وواجهتهم.
استوطن شعب سيكان الأراضي الساحلية قرب نهر لا ليتشه وأنهار لامبايكة. تمتد المواقع الأثرية لتشمل منطقة لامبايكة، وتضم أيضًا موتوبه ولا ليتشه ولامبايكة ووادي سانيا، قرب مدينة تشيكلايو حاليًا. جرى التعرّف على عدة مواقع أخرى في منطقة باتان غراندي الواقعة في وادي لا ليتشه.
كان مناخ المنطقة خلال فترة استطيان سيكان مشابهًا للمناخ الحالي، على الرغم من وجود تغيّرات في المنظر الطبيعي تراكمت على مدار الأعوام الـ 600 الأخيرة. شهدت حضارة سيكان دورات الجفاف والطوفان التي حدثت في المنطقة خلال الأعوام الـ 1500 الماضية وعانت منها أيضًا (وفقًا لغولدستين وشيمادا 2007، صفحة 49).

## فترات تاريخية

### فترة سيكان المبكرة
بدأت فترة سيكان المبكرة نحو العام 750 واستمرت حتى العام 900. أدى نقص القطع الأثرية إلى تطوّر محدود للمعرفة المتعلقة بتلك الفترة المبكرة. على الأرجح أن السيكان انحدروا من حضارة الموتشي، والتي سقطت نحو العام 800. تظهر أعمالهم زخارف مشتركة في القطع الأثرية المستخرجة. هناك جماعات أخرى مشابهة، كالكاخاماركا والواري والباتشاكاماك مثلًا. تأكد الباحثون، من خلال البقايا التي عُثر عليها في المواقع الأثرية، أن تلك الحضارة امتهنت التبادل التجاري مع الشعوب التي استوطنت سابقًا في الإكوادور حاليًا (قطع مثل الأصداف والقواقع)، ومع الذين استوطنوا في شمال كولومبيا (مثل الزمرد والكهرمان) وتشيلي إلى الجنوب (الحجارة الزرقاء) والحوض الشرقي لنهر مارانيون (حبيبات الذهب). كانت حضارة لامبايكة على الأرجح حضارةً امتهن شعبها التجارة بشكل منفصل. نحو العام 800، أنشأت حضارة سيكان مدينة بوما، والتي تقع ضمن منطقة باتان غراندي في وادي لا ليتشه. اكتُشفت بضعة مواقع أخرى تعود لحضارة سيكان المبكرة.
اشتُهرت حضارة سيكان المبكرة بالفخاريات اللامعة والمصقولة بالأسود في وادي لا ليتشه. بدأ هذا الأسلوب من الفخاريات المصقولة باللون الأسود في حضارة موتشي قبل حضارة سيكان المبكرة، ويظهر بالتالي الأمور المشتركة بين الحضارتين في المنطقة. كانت معظم تلك الفخاريات أمثلة عن قارورات ذات فوهة واحدة ومقبض ملتوي، ويظهر على قاعدة الفوهة وجه طيرٍ تجسيمي. تألف ذلك الوجه من عينين منتفختين ومنقارٍ أعوج أو نتوء مثلث الشكل بدلًا من الأنف، بالإضافة إلى أذنين بأسلوب معين وعدم وجود فم. يبدو أن تلك الوجوه سبقت الوجوه التي صوّرت الآلهة والأسياد السيكانيين في حضارة سيكان الوسطى (شيمادا 2000، صفحة 51).
بصرف النظر عن الأساليب الفخارية المشتركة، تحدد الآثار السيكانية المبكرة ثقافة متميزة. فبينما تظهر الأساليب الفخارية والأيقنة نوعًا من استمرارية الحضارات السابقة، يبدو أن هذا المزيج من كامل تلك التأثيرات هو سيكاني مجرد. فالأساليب والزخارف الفخارية وعلم الأيقونات والطقوس الجنائزية تعكس تغيّرًا في الآيديولوجيا الدينية وعلم الكون، وهو الذي عبّر بدوره عن الحضارة السيكانية. والأهم من ذلك أن الفترة السيكانية المبكرة شهدت تراكم تلك التغيرات في الأسلوب الفني وعلم الأيقونات، والتي اقترنت بتغيرات أخرى في التنظيم، والتي بنى السيكانيون على أساسها صروحًا تذكارية من الطوب، وطوّروا صهر وصنع الأدوات المعدنية من السبائك النحاسية، وأسسوا طقوسًا جنائزية مفصلة أصبحت لاحقًا ما يميّز الحضارة السيكانية الوسطى (شيمادا 1985، صفحة 361). تعود تلك التغيرات التي شهدها الباحثون في مواقع ضمن باتان غراندي، من بينها موقع واكا ديل بويبلو، إلى فترة تتراوح بين عامي 850 و900 ميلادي.